# Eunicella furcata
Eunicella furcata is een zachte koraalsoort uit de familie Gorgoniidae. De koraalsoort komt uit het geslacht Eunicella. Eunicella furcata werd voor het eerst wetenschappelijk beschreven door Koch. 